# Tennessee Titans
Els Tennessee Titans són una franquícia de futbol americà de la National Football League amb seu a la ciutat de Nashville, Tennessee. Són membres de la Divisió Sud de l'AFC de l'NFL. El seu estadi és el Nissan Stadium.

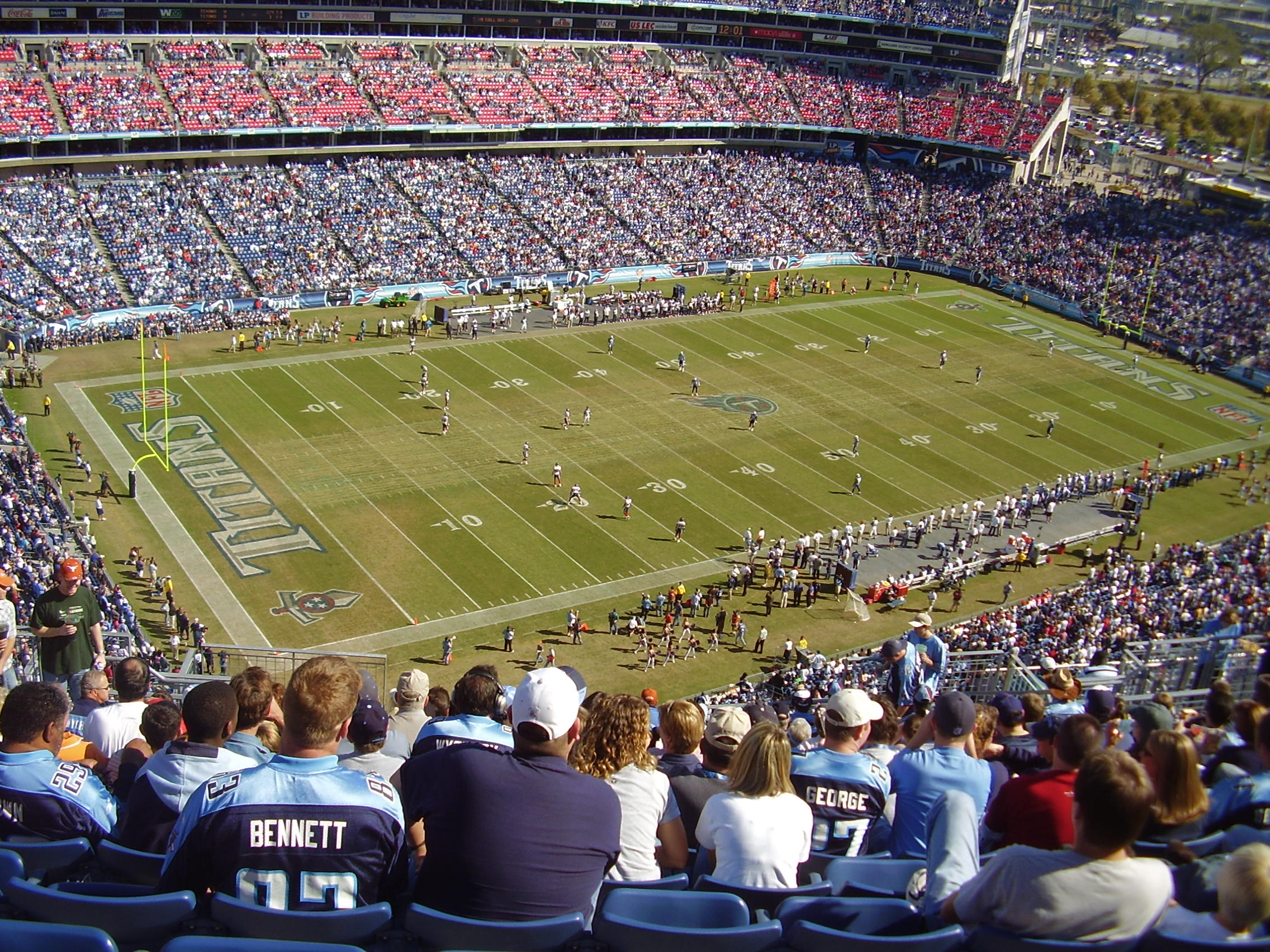
L'estadi actual dels Titans, el Nissan Stadium.

Abans s'anomenaven Houston Oilers i jugaven a la ciutat de Houston, Texas, i van començar a jugar l'any 1960 com a membres i com a fundadors de l'American Football League (AFL). Els Oilers van guanyar dos campionats de l'AFL abans d'entrar a l'NFL per la fusió entre l'AFL i l'NFL.
L'equip va marxar a l'estat de Tennessee l'any 1997, primer jugant a Memphis durant un any abans d'establir-se definitivament a Nashville. Durant aquestes dues temporades, l'equip va ser conegut com a Tennessee Oilers fins que l'any 1999 va canviar definitivament el nom per Tennessee Titans.

## Palmarès
- Campionats de lliga (2)
  - Campionat de l'AFL (abans de la fusió AFL-NFL): 1960, 1961.
- Campionats de conferència (1)
  - AFC: 1999.
- Campionats de divisió (9)
  - AFL Est: 1960, 1961, 1962, 1967.
  - AFC Central: 1991, 1993, 2000.
  - AFC Sud: 2002, 2008.

## Estadis
- Jeppesen Stadium (1960–1964)
- Rice Stadium (1965–1967)
- Houston Astrodome (1968–1996)
- Liberty Bowl Memorial Stadium (1997)
- Vanderbilt Stadium (1998)
- Nissan Stadium (1999–present)